# Ignacio Rodríguez (Fußballspieler)
Ignacio „Nacho“ Rodríguez Bahena (* 12. Juli 1956 in Zacatepec, Morelos; † 19. Mai 2025) war ein mexikanischer Fußballtorwart und Fußballtrainer.

## Biografie
Nacho Rodríguez begann seine Profikarriere bei seinem Heimatverein CD Zacatepec, für den er bis zu seinem Wechsel nach Morelia (Saison 1981/82) unter Vertrag stand. Von dort wechselte er zum seinerzeit noch in der Hauptstadt ansässigen CF Atlante, bei dem er sieben Jahre lang bis 1989 tätig war. Die Quellen verraten nicht, ob und ggfs. bei wem Rodríguez im Zeitraum zwischen 1989 und 1992 unter Vertrag stand. Es ist lediglich bekannt, dass er die letzten beiden Spielzeiten seiner Profikarriere (1992 bis 1994) bei den Tigres de la UANL verbrachte.
Insgesamt kam er 1980 zu elf Länderspieleinsätzen für die mexikanische Fußballnationalmannschaft, davon zehnmal über die volle Distanz. Nach 1980 kam er zu keinen Einsätzen mehr, gehörte aber auch zukünftig zu den besten Torhütern des Landes und wurde in den mexikanischen WM-Kader 1986 berufen.
Nach dem Ende seiner aktiven Laufbahn arbeitete Rodríguez bei diversen Vereinen (unter anderem Necaxa, Jaguares de Chiapas, UAT Correcaminos und Petroleros de Salamanca) im Trainerstab und erhielt im Oktober 2010 einen Vertrag als Cheftrainer beim Zweitligisten CD Irapuato.